# داروین (استرالیا)
بندر داروین (به انگلیسی: Darwin) مرکز قلمرو شمالی در کشور استرالیاست.

## مشخصات
داروین در کناره خلیج بیگل و دریای تیمور بنا شده و ۱۶۶۰ کیلومتر مربع وسعت دارد. جمعیت داروین در سال ۲۰۰۵ برابر ۱۱۱۳۰۰ نفر برآورد شده‌است. این شهر از نظر نظامی اهمیت دارد و پایگاه‌های نظامی زیادی در آن هست. همچنین پرورشگاه‌های آبزیانی چون کروکدیل و ماهیان از صنایع مهم آن به‌شمار می‌رود. اطراف داروین پارکهای حفاظت شده زیادی دارد که به دلیل داشتن تمساح‌های خطرناک شهرت دارند. «دانشگاه چارلز داروین» مهم‌ترین مرکز آموزش عالی آن است.

## تاریخ
منطقه داروین هزاران سال زیستگاه بومیان استرالیا بوده‌است که اینان به دلیل نزدیکی این این منطقه به آسیای جنوبی، به داد و ستد با مناطقی در آسیا می‌پرداخته‌اند. نخستین بار در قرن هفدهم توسط دریانوردان هلندی مشاهده و بخش‌هایی از آن نامگذاری شد. در سال ۱۸۳۹ دریانوردان بریتانیایی این منطقه را مشاهده و نام آن را داروین گذاشتند که به افتخار دانشمند معروف چارلز داروین است.
نخستین بار در سال ۱۸۶۹ گروهی بالغ بر ۱۳۵ نفر از سپیدپوستان برای زندگی در بندر داروین به این ناحیه اعزام شدند. بعدها با استقلال سرزمین شمالی از استرالیای جنوبی، داروین به عنوان مرکز این قلمرو انتخاب شد. در سال ۱۹۴۲ و به هنگام جنگ جهانی دوم، بیش از یکصد و هشتاد هواپیمای ژاپنی در خلال جنگی که به جنگ پاسیفیک مشهور شد طی یک روز این شهر را در دو نوبت به شدت بمباران کردند و بیش ۲۴۳ کشته و هزاران زخمی برجای نهادند. داروین در این حمله به شدت ویران شد در سال ۱۹۷۴ نیز طوفان شدیدی این شهر را درنوردید که بیشتر آن را ویران ساخت.

## آب و هوا
داروین دارای آب و هوای استوایی است و در فصلهایی از سال، بارندگی‌های شدید دارد. در مجموع دارای دو فصل مرطوب و خشک است. میزان بارندگی سالانه در آن بیش از ۱۷۰۰ میلی‌متر است. داروین عمدتاً دارای هوایی مرطوب و بسیار گرم است.

## نگارخانه

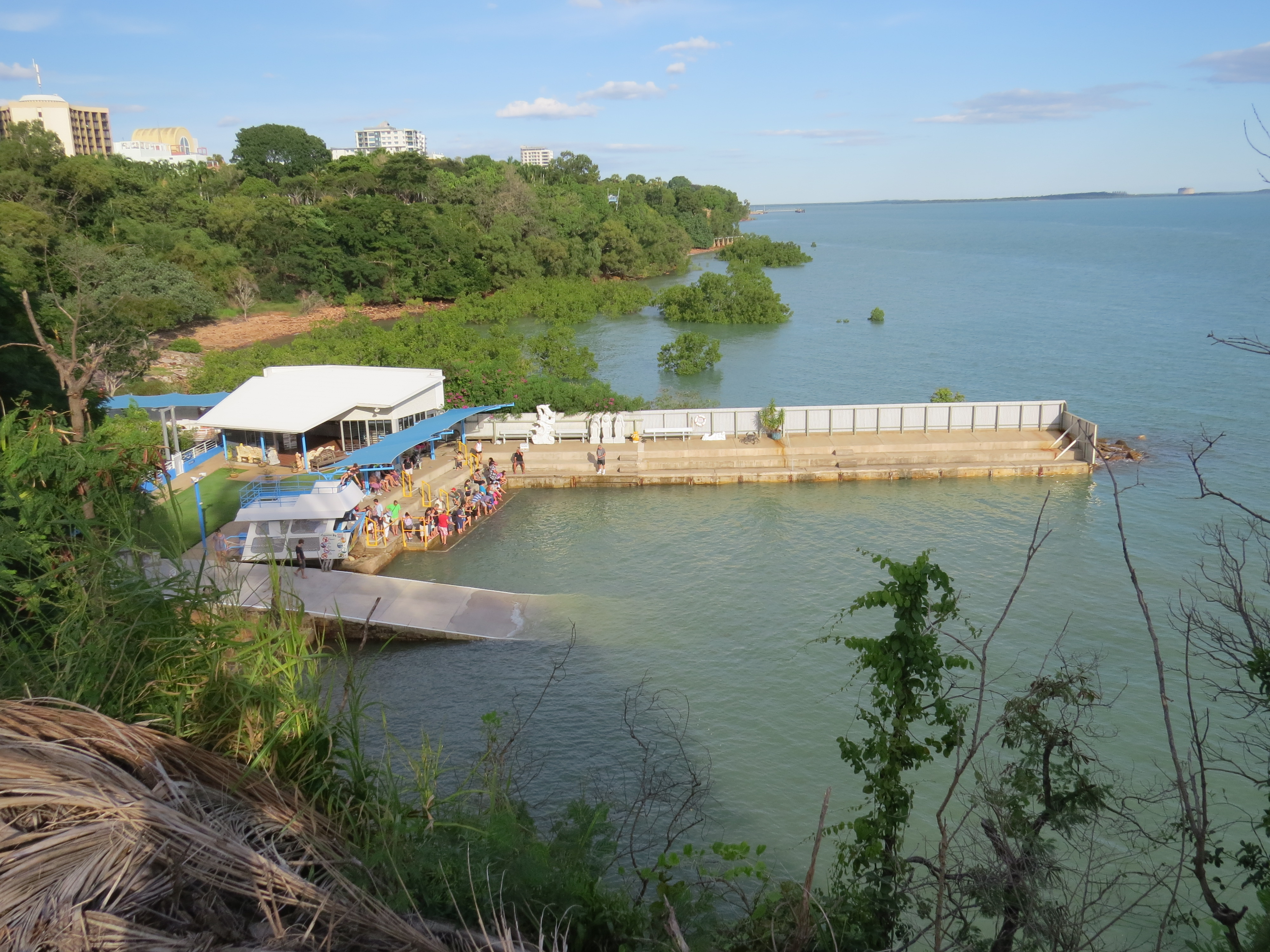
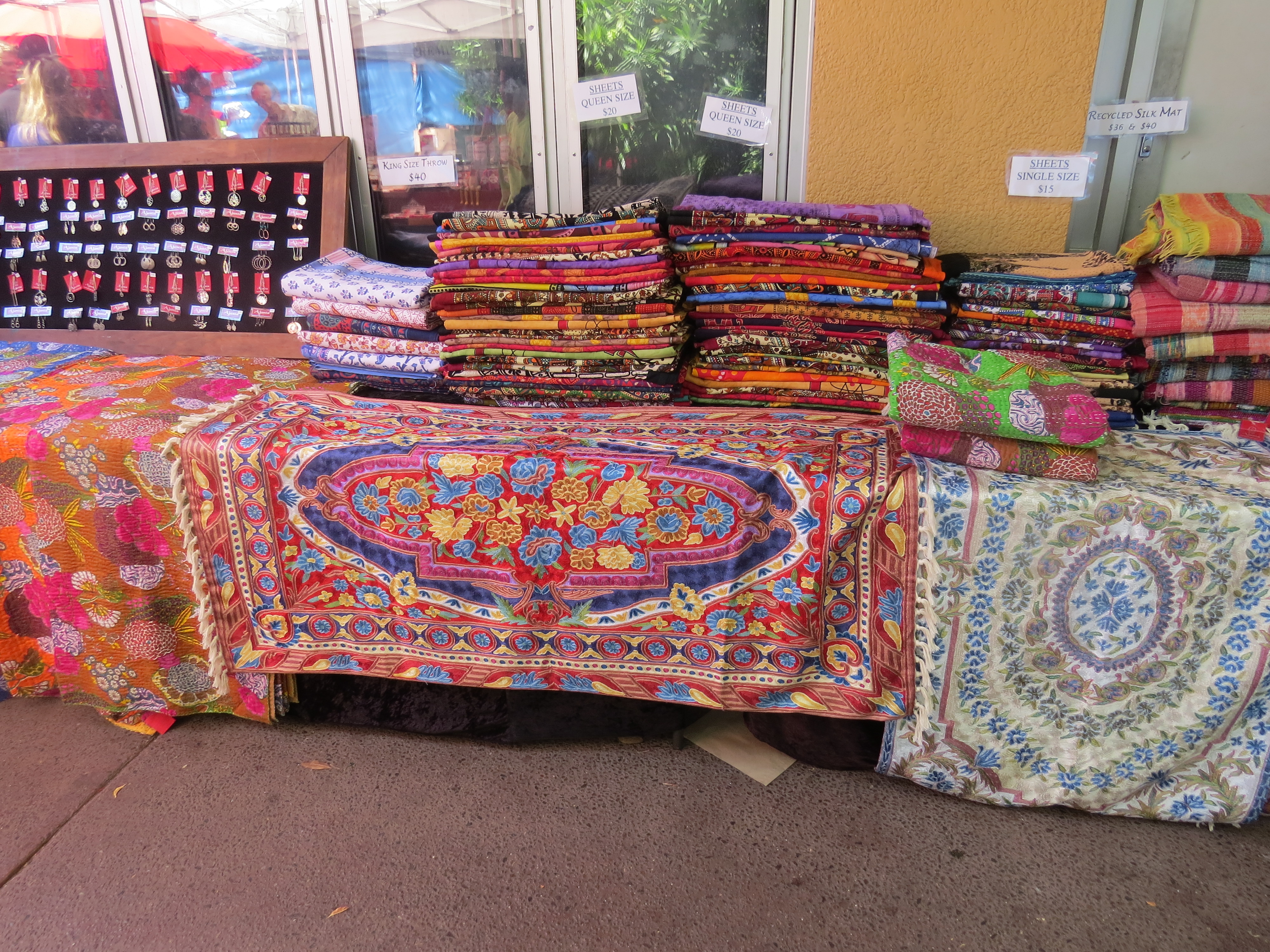

## دانشگاه ها
- دانشگاه چارلز داروین

## دیدنی‌های داروین
- یادمان استوارت
- موزه تلگراف
- معبد چینی
- باغهای گیاهی جرج براون
- پارک جنگلی ملّی چارلز داروین
- غارهای کوتا کوتا
- پارک جنگلی ملّی کاکادو